# Palaeeudyptes klekowskii
A Palaeeudyptes klekowskii a madarak (Aves) osztályának pingvinalakúak (Sphenisciformes) rendjébe, ezen belül a pingvinfélék (Spheniscidae) családjába és a Palaeeudyptinae alcsaládjába tartozó fosszilis faj.

## Tudnivalók
A Palaeeudyptes klekowskii ezelőtt 37-34 millió éve, a késő eocén korszak idején élt, ott ahol ma az Antarktiszhoz tartozó Seymour-sziget van. Maradványait a La Meseta-formációban találták meg. Körülbelül ugyanott és ugyanabban az időben élt, mint két közeli rokona, a Palaeeudyptes antarcticus és a Palaeeudyptes gunnari; felfedezése után, sokáig úgy vélték, hogy az utóbbival azonos. Azonban további vizsgálatok után, a kutatók külön, önálló fajként fogadják el; ez az őspingvin körülbelül kétszer nagyobb volt, mint e két rokona, hiszen 2 méter magas és körülbelül 115 kilogramm testtömegű volt. Ebből a fajból számos kövület került elő.

### Fordítás
- Ez a szócikk részben vagy egészben  a   Palaeeudyptes klekowskii című angol Wikipédia-szócikk ezen változatának fordításán alapul.  Az eredeti cikk szerkesztőit annak laptörténete sorolja fel. Ez a jelzés csupán a megfogalmazás eredetét és a szerzői jogokat jelzi, nem szolgál a cikkben szereplő információk forrásmegjelöléseként.